# Arroyo Tala (Arroyo Cardozo)
Der Arroyo Tala ist ein Fluss in Uruguay.
Er entspringt auf dem Gebiet des Departamento Tacuarembó nordwestlich von Cardozo und südwestlich von Cuchilla de Peralta in der Cuchilla de Peralta südlich des Cerro de las Ánimas. In der Nähe liegt nördlich auch die Quelle des Arroyo de las Ánimas. Von dort verläuft er in südsüdöstliche Richtung. Er mündet ostnordöstlich von Chamberlain als rechtsseitiger Nebenfluss in den Mündungsarm des Arroyo Cardozo.